# Wolfram(II)-bromid
Wolfram(II)-bromid ist eine anorganische chemische Verbindung des Wolframs aus der Gruppe der Bromide.

## Gewinnung und Darstellung
Wolfram(II)-bromid kann durch Reaktion von Wolfram(V)-bromid mit Aluminium gewonnen werden.
{\displaystyle \mathrm {6\ WBr_{5}+6\ Al\longrightarrow [W_{6}Br_{8}]Br_{4}+6\ AlBr_{3}} }
Ebenfalls möglich ist die Darstellung durch Reaktion von Wolfram mit elementarem Brom bei über 500 °C
{\displaystyle \mathrm {6\ W+6\ Br_{2}\longrightarrow [W_{6}Br_{8}]Br_{4}+6\ AlBr_{3}} }
oder durch Disproportionierung von Wolfram(IV)-bromid im Vakuum bei 450 °C.
{\displaystyle \mathrm {18\ WBr_{4}\longrightarrow [W_{6}Br_{8}]Br_{4}+12\ WBr_{5}} }

## Eigenschaften
Wolfram(II)-bromid ist ein gelbgrüner an Luft stabiler Feststoff. Mit Bromwasserstoffsäure entsteht das Dihydrat. Durch Umsetzung mit überschüssigem Brom entstehen die Bromide W6Br14, W6Br16 und W6Br18. Es besitzt eine Kristallstruktur isotyp zu der von Molybdän(II)-chlorid und Wolfram(II)-chlorid. Es kristallisiert orthorhombisch in der Raumgruppe Bbem (Raumgruppen-Nr. 64, Stellung 5) mit den Gitterparametern a = 1179 pm, b = 1182 pm und c = 1478 pm.